# Навуа (река)
Навуа (англ. Navua River) — третья по длине река Фиджи, протекающая по острову Вити-Леву. Берёт начало на юго-восточном склоне горы Гордон, после чего течёт по живописной гористой местности в сторону южного побережья острова, впадая в море Фиджи. Длина Навуа составляет около 65 км.
На реке находится одноимённый город (население около 4500 человек), расположенный примерно в 39 км к западу от столицы Фиджи, города Сува. Устье Навуа используется под сельскохозяйственные нужды, в том числе под рисовые поля. Верхнее течение реки у ущелья Навуа, известное своими бурными водами, является популярным местом для рафтинга.
В конце 1800-х годов на берегу реки был построен пресс для отжима сахарного тростника, который был закрыт в 1923 году.